# Artūras Kasputis
Artūras Kasputis, litovski kolesar, * 26. februar 1967, Klaipėda, Sovjetska zveza.
Kasputis je upokojeni profesionalni kolesar, ki je tekmoval tako v dirkališčnem, kot tudi cestnem kolesarstvu. Nastopil je na poletnih olimpijskih igrah leta 1988 za Sovjetsko zvezo in osvojil naslov olimpijskega prvaka v ekipnem zasledovanju, za Litvo pa je nastopil v letih 1996 in 2000. Na svetovnih prvenstvih v dirkališčnem kolesarstvu je osvojil dve bronasti medalji v posamičnem zasledovanju na 4 km. Po razpadu Sovjetske zveze je tekmoval za ekipi Postobón in Chazal-MBK v cestnem kolesarstvu. Leta 1994 je osvojil tretje mesto na dirki Critérium du Dauphiné. Petkrat je nastopil na Dirki po Franciji, kjer je svojo najboljšo skupno uvrstitev dosegel leta 1994 s 44. mestom. Na Dirki po Italiji je v edinem nastopu leta 1998 odstopil, na Dirki po Španiji pa je nastopil dvakrat in leta 1992 dosegel 32. mesto v skupnem seštevku. Od leta 2013 deluje kot športni direktor francoske ekipe Ag2r-La Mondiale.